# Rauhenlechsberg

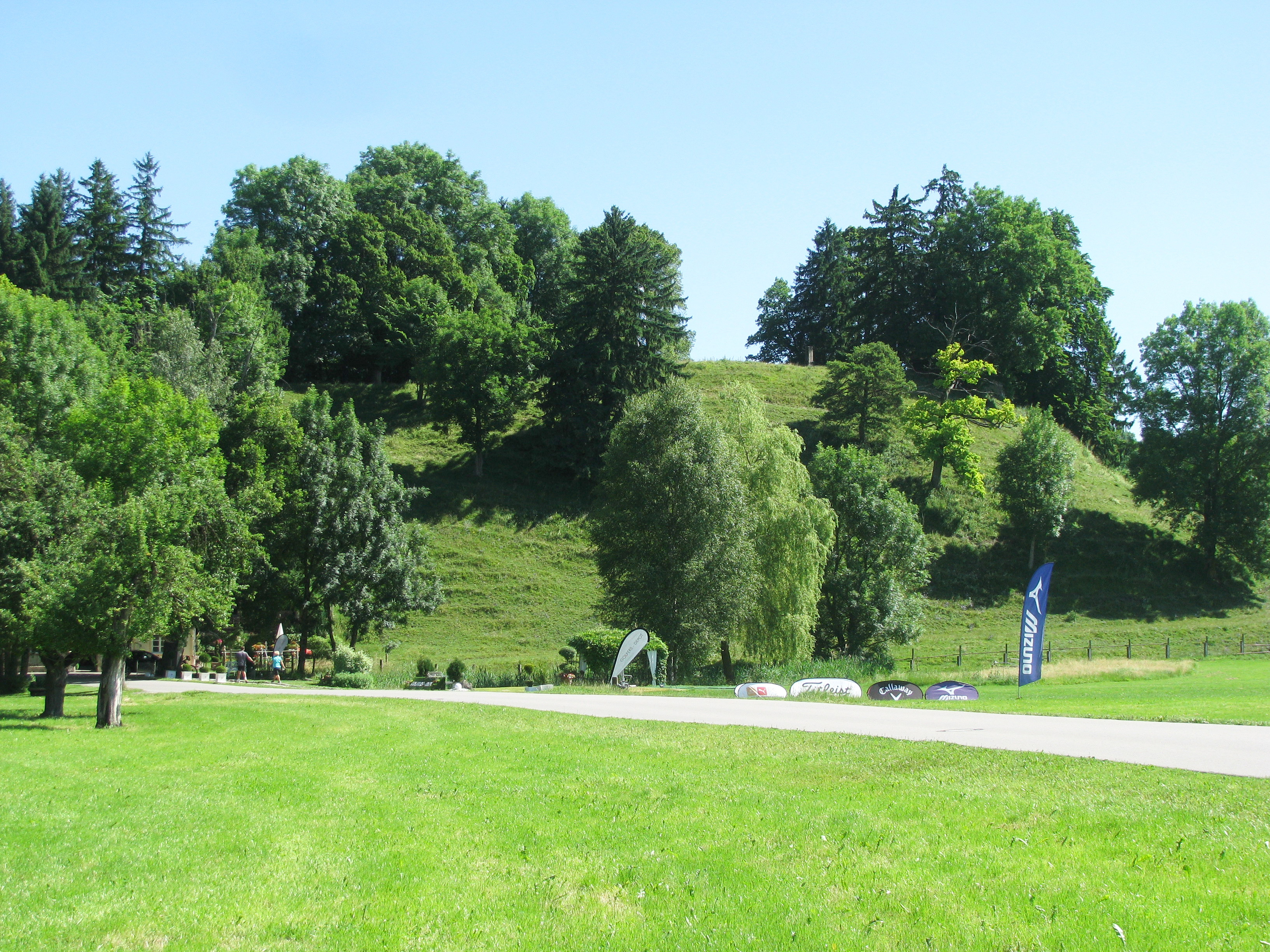
Burgstall Rauhenlechsberg

Rauhenlechsberg ist ein Gemeindeteil der Gemeinde Apfeldorf im oberbayerischen Landkreis Landsberg am Lech.

## Geografie
Die Einöde liegt circa einen Kilometer nördlich von Apfeldorf, westlich befindet sich die Lechstaustufe 9 – Apfeldorf. Nördlich von Rauhenlechsberg befindet sich das Tal des Rottbachs.

## Geschichte
Die Geschichte Rauhenlechsberg ist eng mit dem Pfleggericht Rauhenlechsberg verbunden, das von 1315 bis 1803 bestand.

## Baudenkmäler
Siehe: Liste der Baudenkmäler in Rauhenlechsberg